# Eunica empyrea
Eunica empyrea är en fjärilsart som beskrevs av Herrich-Schäffer 1852/58. Eunica empyrea ingår i släktet Eunica och familjen praktfjärilar. Inga underarter finns listade i Catalogue of Life.